# Mauro Ramos
Mauro Ramos de Oliveira (Poços de Caldas, Minas Gerais, 30 de agosto de 1930-Poços de Caldas, Minas Gerais, 18 de septiembre de 2002) fue un futbolista brasileño que jugaba en la demarcación de defensa. 

## Biografía
Pese a los diversos rumores sobre su origen, Mauro nació en Poços de Caldas, en una casa que era propiedad de su padre, ubicada en la calle Rio Grande do Sul, número 658, y no en Botelhos. 
Fue campeón sudamericano en 1949 y mundial en 1958 y 1962 con la selección brasileña. En su segunda Copa, le quitó el puesto al capitán e ídolo Bellini. Por esto, se convirtió en el nuevo capitán y levantó la copa con ambas manos, de la misma forma en que lo había hecho Bellini en 1958.
Es considerado uno de los defensores más clásicos del fútbol brasileño. Se caracterizaba por un fútbol pulcro y limpio, lo que le valió el apodo de Martha Rocha, una Miss Brasil muy famosa por esos años. También era un gran cabeceador, además de un líder en la cancha. Fue capitán de  Sao Paulo, del Santos de Pelé y de la selección brasileña.
En 1972 fue entrenador de Santos.